# 上原綾
上原綾（1985年2月14日—）是日本人氣而神秘的寫真集和DVD影片模特兒。在她三套寫真DVD影片中皆是賣肉不賣身，雖然她曾為著名AV廠商Moodyz出碟，但還不能說她正式AV出道。她樣子甜美，上圍驕人，因而在日本極受歡迎，更被喻為日本最亮麗的水著偶像之一。

## 影片一覽
- ASIAN-BEAUTY vol.2
- EROTICA 9
- 透エロ ～もしも、あのコの服が透けたら～（If I Could See Through Her Clothes）
- R-SHOCK
- 裸体（FULL NUDE）
- NO DOUBTだからキスして…
- IMAGE イマージュ

## 收集卡一覽
- Milky Angel Vol.2

## 外部連結
- 病毒網站 （页面存档备份，存于）